# 手芸

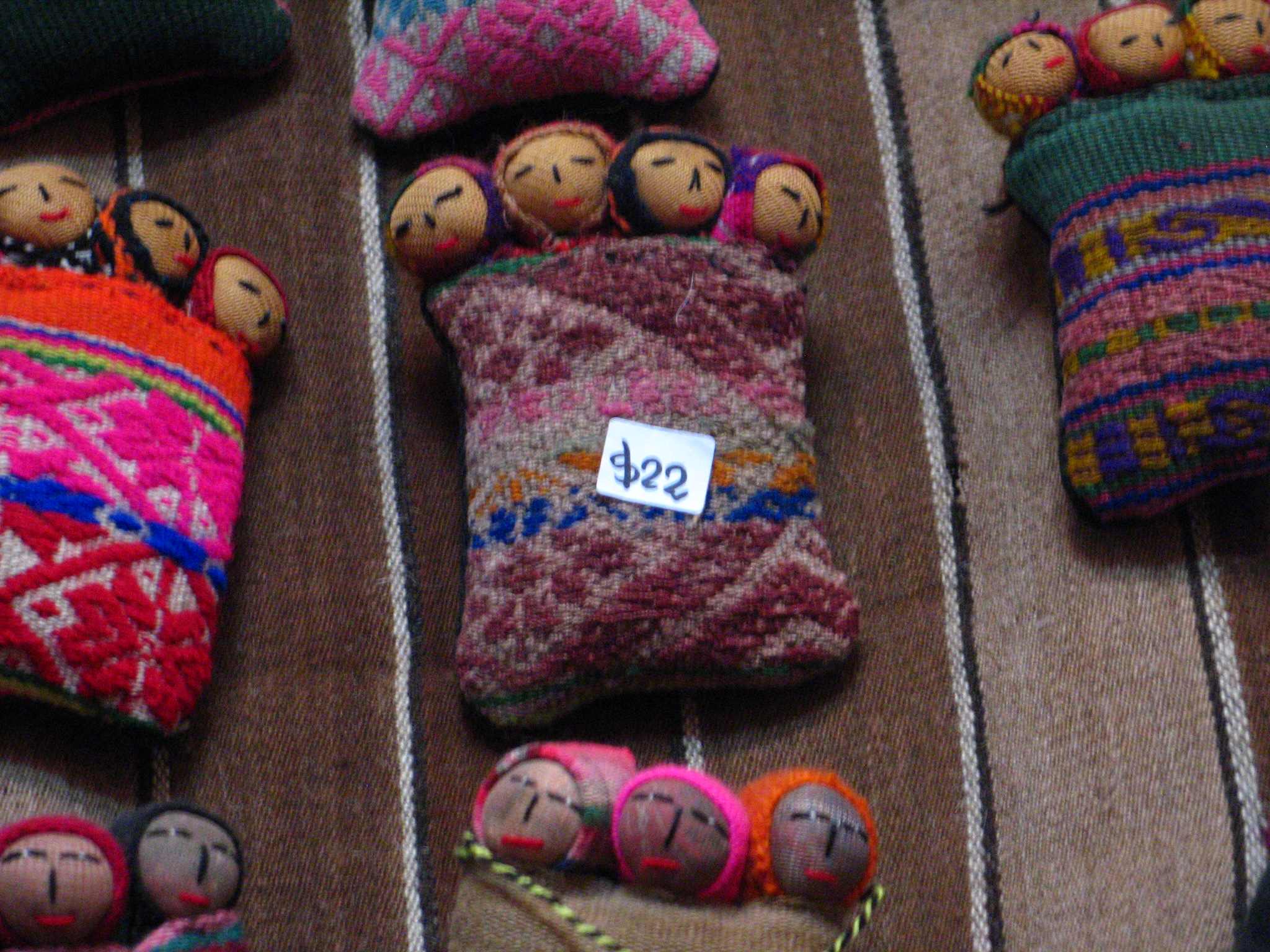
手芸製品

手芸（しゅげい、英: handicraft）とは、原義では手先の技術をいい、特に衣服や家庭内の実用品を製作する行為。また、それによって製作された物をいう。

## 概説
手芸は衣服や家庭内の実用品を製作する行為で、主に糸や布を用いた手仕事をいうことが多い。糸や布を用いた手仕事の意味では「裁縫」がある。飯塚信雄は「裁縫」と「手芸」の違いについて、裁縫（針仕事）は純粋に機能性を求めるのに対し、手芸は機能性とともに装飾性を求める点で異なるとしているが、一方で手芸の場合は必ずしも針仕事に限られないという違いもある。英語にはhandicraftなどの言葉があるが、日本語訳は工芸、手芸、手工芸など一定ではなく、必ずしも日本語でいう「手芸」と同じ領域を言い当てているわけではないと指摘されている。
日本語の「手芸」と「裁縫」の関係については、1895年（明治28年）高等女学校規程で裁縫が実生活の観点から必須科目、手芸が「勤勉ヲ好ムノ習慣ヲ養フ」観点から随意科目に編入されて区別された。日本では1950年代以前には、裁縫系のように家事と密接な関係にある手芸は趣味として認知されない・しない風潮があった。しかし、1960年代以降、マスメディアを通じて手芸を含めた趣味としての家庭内創作一般をハンドメイドと呼び、従来の家事の延長というイメージと一線を画した新しいカテゴリーを築きつつある。
世界各地で余暇的・趣味的仕事とみられていたものが、アート、フェアトレード商品、エスニック雑貨などとして美術市場や商品市場の領域にも進出するなど、従来の手芸の概念では捉えきれない展開がみられる。

## 現在の代表的な手芸

### 服飾系
- 裁縫（ソーイング）
  - キルト（パッチワーク（英語版）、パッチワーク・キルト（英語版））
  - アップリケ
  - 洋裁
  - 和裁

- 刺繍
  - カットワーク
  - クロスステッチ
  - 刺し子
  - ドロンワーク
  - ニードルポイント（英語版）
  - レティセラ

- 編み物
  - あみぐるみ
  - かぎ針編み
    - クロッシェレース

  - 棒針編み
    - クンストレース (クンストストリッケンレース)

  - アフガン編み
  - ゆび編み
  - リリヤン

- レース
  - ニードルレース
  - ボビンレース
  - タティングレース（タッチングレース）
  - フィレレース

- 織物（ファイバーワーク）
  - タペストリー

- 染色
  - 染物
  - 藍染め
  - 草木染め
  - 友禅染め
  - ろうけつ染め

- 紐細工
  - 飾り結び
  - 組み紐
  - マクラメ

### 宝飾系
- 銀粘土
- 七宝
- 彫金
- ネイルアート
- ビーズ手芸
- グルーデコ

### 人形系
- 編みぐるみ
- 球体関節人形
- 日本人形
  - 木目込み人形
- ぬいぐるみ

### ガラス系
- ガラス工芸
  - コールドワーク (コールドテクニック) - 冷めた後の加工
    - カットグラス (切子、グラスリッツェン)
    - ガラスエッチング
    - ガラスエングレービング
    - グラスグラヴィール
    - サンドブラスト
    - ステンドグラス
    - パート・ド・ヴェール

  - ホットワーク (ホットテクニック) - 熱いうちに加工
    - キルンワーク
    - バーナーワーク（ランプワーク）
    - 吹きガラス（ブロウガラス）
    - ホットキャスト

### 工芸系
- 籠細工
  - 籠編み
  - 籐編み
- 漆工芸
  - 蒔絵
- 樹脂粘土
- 象嵌
- 彫金
- 彫刻
  - 篆刻
- 陶芸
- 皮革工芸 (革細工、レザークラフト)

### 手芸、クラフト系
- 紙工芸
  - 折り紙
  - 紙飛行機（折り紙飛行機、組み立て式紙飛行機）
  - カルトナージュ
  - 切り紙・切り絵
  - クイリング
  - シャドウボックス
  - 装幀
  - デコパージュ
  - パーチメントクラフト
  - ペーパークラフト
- 花細工
  - ドライフラワー
  - プリザーブドフラワー
    - ルシードフラワー

  - リボンフラワー
  - メッシュフラワー
- ペインティング
  - ステンシル
  - ペインテックス
- モビール
- レタリング
- ワイヤーワーク
- ストリングアート